# 南東町 (瀬戸市)
南東町（みなみあずまちょう）は愛知県瀬戸市古瀬戸連区の町名。丁番を持たない単独町名である。

## 地理
瀬戸市の中央部に位置する。西を西洞町、北を仲洞町・東洞町、東を東町、南を中山町と隣接している。

### 河川
- 寺本川（瀬戸川支流） ： 町の北端部、東町・東洞町・仲洞町との町境付近を北西に向かって流れている。

- 寺本川（南東町内）

### 学区
市立小・中学校に通う場合、学区は以下の通りとなる。また、公立高等学校普通科に通う場合の学区は以下の通りとなる。
| 番・番地等 | 小学校                 | 中学校                 | 高等学校 |
| ---------- | ---------------------- | ---------------------- | -------- |
| 全域       | 瀬戸市立にじの丘小学校 | 瀬戸市立にじの丘中学校 | 尾張学区 |

## 歴史

### 町名の由来
旧瀬戸の町の最も東側にあたるところから名付けられた東町のすぐ南側ということから名付けられたとされる。

### 沿革
- 1942年（昭和17年）1月9日 - 瀬戸市大字瀬戸字東洞・仲洞の各一部により、同市南東町として成立[2]。

## 世帯数と人口
2025年（令和7年）2月1日現在の世帯数と人口は以下の通りである。
| 町丁   | 世帯数 | 人口 |
| ------ | ------ | ---- |
| 南東町 | 31世帯 | 53人 |

### 人口の変遷
国勢調査による人口の推移
| 1995年（平成7年）  | 122人 | [ 12 ] |  |
| 2000年（平成12年） | 102人 | [ 13 ] |  |
| 2005年（平成17年） | 93人  | [ 14 ] |  |
| 2010年（平成22年） | 85人  | [ 15 ] |  |
| 2015年（平成27年） | 77人  | [ 16 ] |  |
| 2020年（令和2年）  | 52人  | [ 17 ] |  |

### 世帯数の変遷
国勢調査による世帯数の推移。
| 1995年（平成7年）  | 41世帯 | [ 12 ] |  |
| 2000年（平成12年） | 36世帯 | [ 13 ] |  |
| 2005年（平成17年） | 35世帯 | [ 14 ] |  |
| 2010年（平成22年） | 34世帯 | [ 15 ] |  |
| 2015年（平成27年） | 32世帯 | [ 16 ] |  |
| 2020年（令和2年）  | 23世帯 | [ 17 ] |  |

## 交通

### 鉄道
町内に鉄道は走っていない。最寄り駅は、名鉄瀬戸線尾張瀬戸駅になる。

### バス
町内にバスは走っていない。最寄りのバス停は、名鉄バス「しなの線（瀬戸北線）」【1】【1H】【2】【2H】【3】【4】系統、同「本地ヶ原線」【10】系統の陶祖公園バス停、になる。

### 道路
町内に国道・県道は走っていない。

## その他

### 日本郵便
- 郵便番号 : 489-0834[6]（集配局：瀬戸郵便局[18]）。